# Dannhauser
Dannhauser ist eine ehemalige Bergbau-Stadt in der südafrikanischen Provinz KwaZulu-Natal. Sie ist Sitz der Lokalgemeinde Dannhauser. Der Ort liegt 1358 Meter über dem Meeresspiegel. Er befindet sich in der Mitte der Strecke von Durban nach Johannesburg. Verkehrsanbindungen bestehen über die Zugstrecke Johannesburg–Durban und die N3, die acht Kilometer entfernt ist. Die Flüsse Ngagane und uMzinyathi fließen in der Nähe an Dannhauser vorbei.
Im Gebiet um die Stadt werden Rinder und Schafe gehalten. Außerdem befinden sich hier einige der größten Kohlebergwerke in KwaZulu-Natal. Die Stadt wurde nach Renier Dannhauser benannt. Dannhauser war ein deutscher Siedler, der die Farm Palmietfontein 1872 von der Regierung Natals abgekauft hat. Dem Ort wurde 1937 der Status als Dorf zuerkannt.
Heute gibt es in Dannhauser fünf Farmen, nämlich Tweediedale, Gleneagles, Rocky Branch, Cornwall und Klipkuil. Im südwestlich gelegenen Ortsteil Durnaco (auch Durnacol) sind die Haus- und Mietpreise sehr niedrig, da die Kohlengruben nicht mehr betrieben werden.
Im Ort befinden sich ein Postamt, eine Bank, eine Apotheke und einige Lebensmittel-, Eisen- und Haushaltswarenläden.